# 恩海沃广场
恩海沃广场是一座被多条街道环绕的街心广场，位于丹麦首都大区哥本哈根自治市韋斯特布羅，靠近恩海沃公园。因所在区域历史上曾是草场而得名，该区域内亦有许多和“草场”有关的地名。哥本哈根地铁3号线还在恩海沃广场地下设有“恩海沃广场站”。

## 历史
恩海沃广场建成于19世纪80年代的韋斯特布羅大发展时期。 建设之初的总设计师为费迪南德·梅尔达尔。 附近的恩海沃广场学校开办于1892年（Enghave Plads Skole），恩海沃广场学校还曾多次在广场举办年度嘉年华活动。
恩海沃广场旁的哥本哈根基督教堂完工于1900年。
1902年，恩海沃广场成为了当时哥本哈根轻轨3路的南端终点站，当时的北端终点站位于今厄斯特布羅梅尔基奥广场（Melchiors Plads），途径腓特烈斯贝和诺勒布罗。1915年，南端终点延至弗雷德里克岛。1937年，南端终点再次延至莫扎特广场。
1995年，恩海沃广场进行了大规模整修，着重改善了步行设施。 2011年10月，为修建哥本哈根地铁3号线“恩海沃广场站”，广场移除了包括一棵114年树龄的栗树在内的多棵老树。

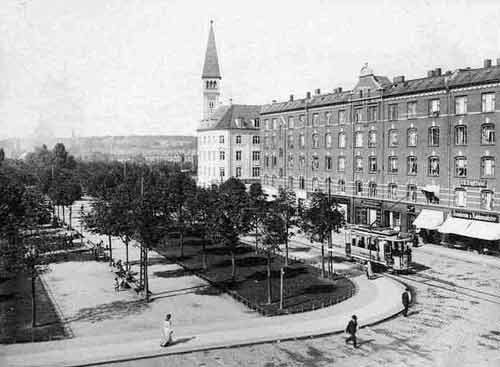
恩海沃广场
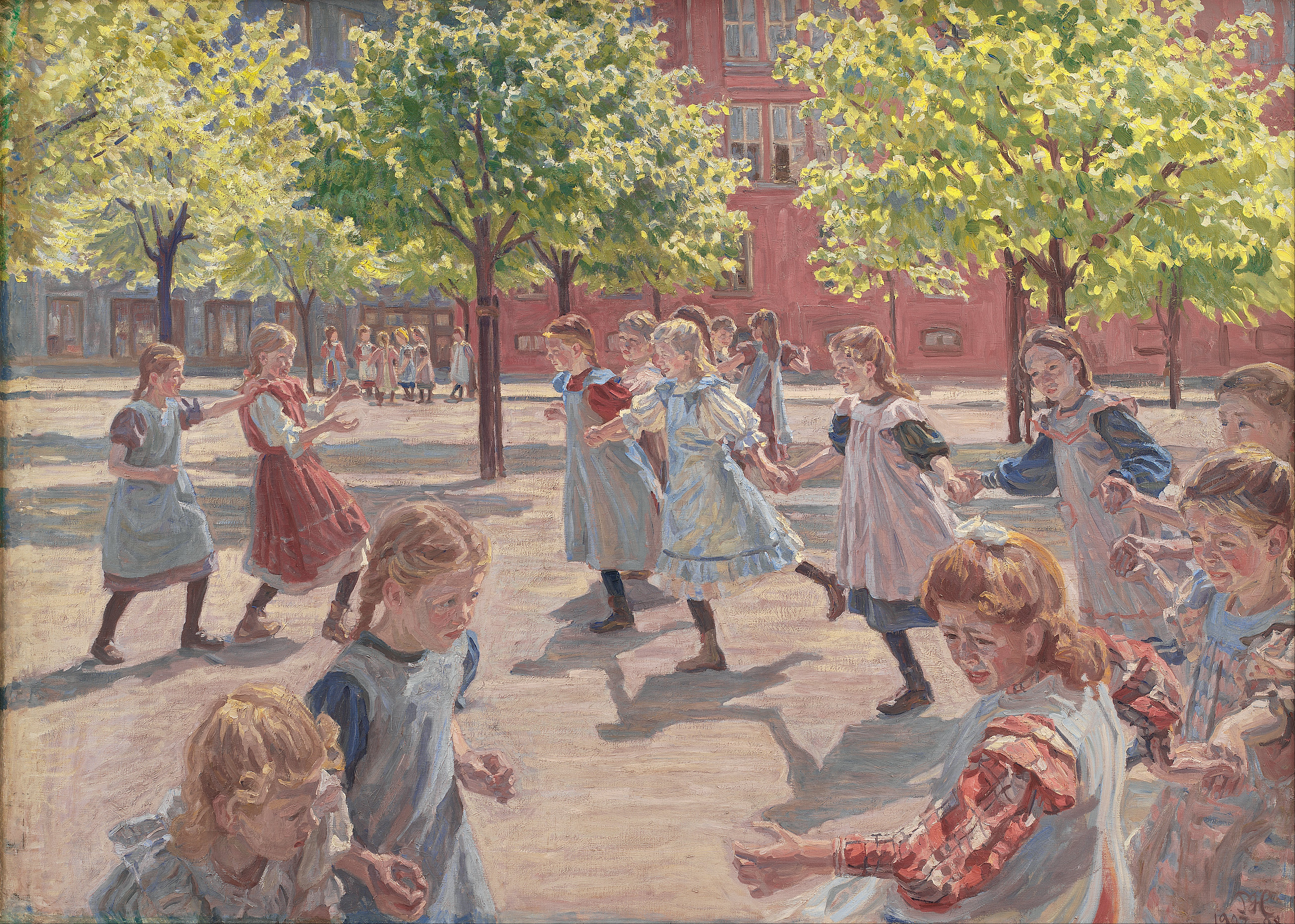
丹麦画家皮特·马吕斯·汉森（英语：Peter Marius Hansen）的作品《在恩海沃广场玩耍的儿童》（1907年）
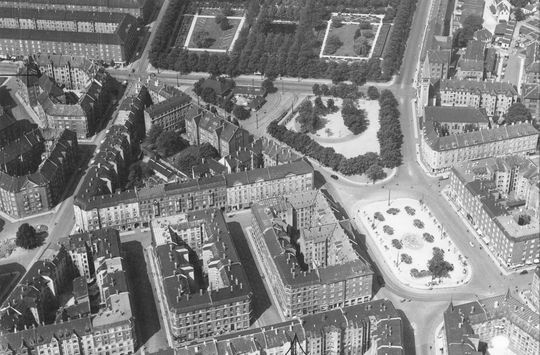
自东向西拍摄的恩海沃广场高机位照片，拍摄于1950年前后。照片上方的公园为恩海沃公园（丹麥語：Enghaveparken）。
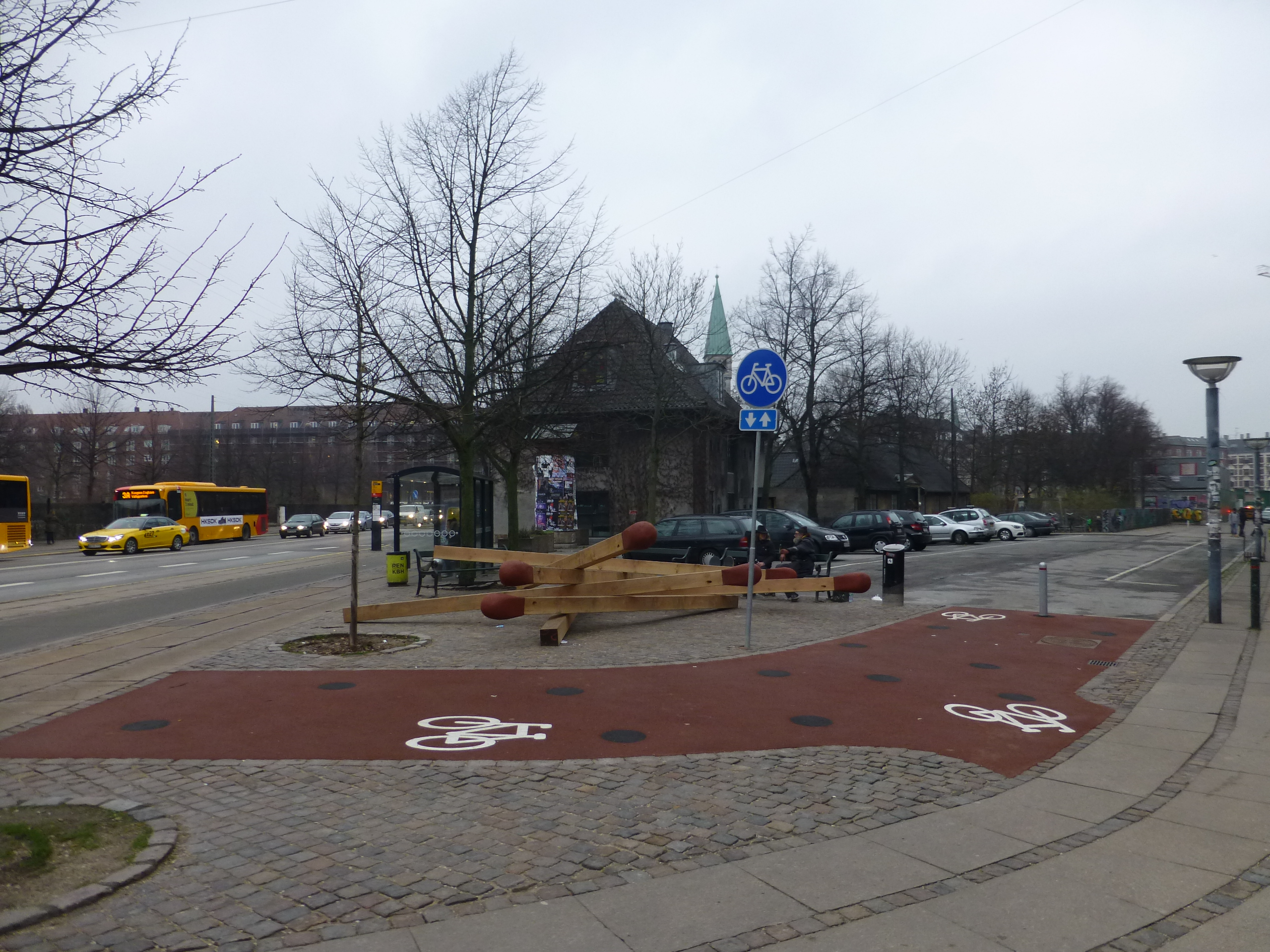
恩海沃广场的儿童游乐设施。